# Empis umzilai
Empis umzilai är en tvåvingeart som beskrevs av Smith 1969. Empis umzilai ingår i släktet Empis och familjen dansflugor. Inga underarter finns listade i Catalogue of Life.